# Серединці (Шепетівський район)
Середи́нці — село в Україні, у Судилківській сільській територіальній громаді Шепетівського району Хмельницької області. Населення становить 621 осіб (станом на 2023 рік).

## Історія
Назва села Серединці походить від слова «середина», що означає поділ річок, які течуть на схід по обидві сторони села і впадають в притоки Хомори та Горині.
В 30-40 роках ХІІІ століття татаромонголи зруйнували міста і села східної частини Київської Русі, пішли далі на захід і проходили через село Серединці та Березне. Доказом цього є дані розкопок Ленінградської Академії археології та високі могили під селом Березне, що збереглися дотепер. Село Березне та Серединці були ареною боротьби українського народу проти польської шляхти.
За давніми переказами та історичними даними, через село проходили козацькі війська Максима Кривоноса, що визволяли Полонне та прилеглу до нього територію.

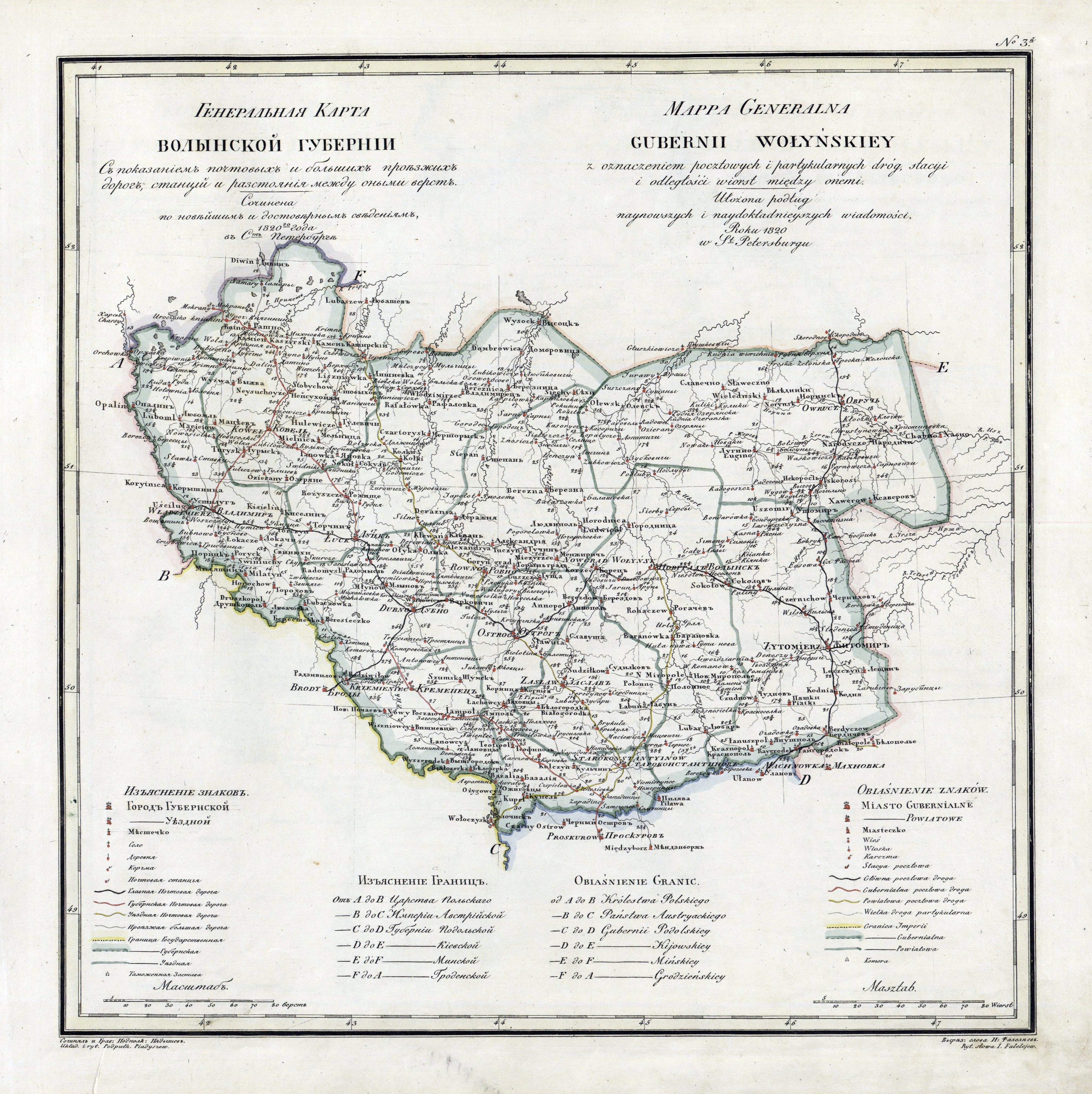
Серединці на карті Волинської губернії. 1821 р.

До 1861 року жителі с.Серединці були кріпаками пана Петровського, який мав у своєму користуванні 1100га орної землі, 500 га лісу. Куркулі мали 749 га землі, церковної було 60 га, а селянської 612 га.
Після Жовтневого перевороту створено Раду селянських депутатів та розграбовано поміщицькі землі. У 1927р. - товариство сіяльного обробітку землі, в 1929 р. - організовано першу сільськогосподарську артіль, в 1930р. - три артілі. З 1940 року в колгоспі почали вирощувати технічну культуру - цукровий буряк. Створено ферму ВРХ голів, свиноферму, птахоферму. На території сільської ради працював сільмаг, продмаг, дві крамниці Серединецького ССТ. Розпочала роботу сільська бібліотека та фельдшерський пункт.
29 червня 1941 року село було окуповане німецько-нацистськими загарбниками. Приміщення школи забране під нацистську комендатуру. За період окупації знищено всю худобу, а населення відправлено до Німеччини.
В цей час організовано партизанський загін під керівництвом Івана Кириловича Русняка, який входив до з'єднання Героя Радянського Союзу Музильова. В березні 1944 року Серединці звільнено від нацистів.
В післявоєнний період відбудовано приміщення школи, побудовано новий Будинок культури, нові приміщення тваринницьких ферм (5 корівників, 2 свинарники, 2 конюшні, птахоферму, 9 ставків, цегельний завод, повністю електрифіковано село.

## Герб
Золота балка між двома річками – назва села. Плюс легенда про три млини, що колись існували в селі.

## Освіта
До Жовтневої революції в селі було відкрито земську початкову школу в якій навчалось 30 учнів. Навчання проводила дружина попа - матушка Коссович Олександра, а Закон Божий благочинний Петро Коссович.
В 1934 році створено початкову школу. В 1937 році побудовано нове приміщення середньої школи.

## Персоналії
- Мельник Анатолій Олексійович (1955, Серединці) — український науковець, завідувач кафедри електронних обчислювальних машин у Національному університеті «Львівська політехніка», доктор технічних наук, професор.

## Галерея

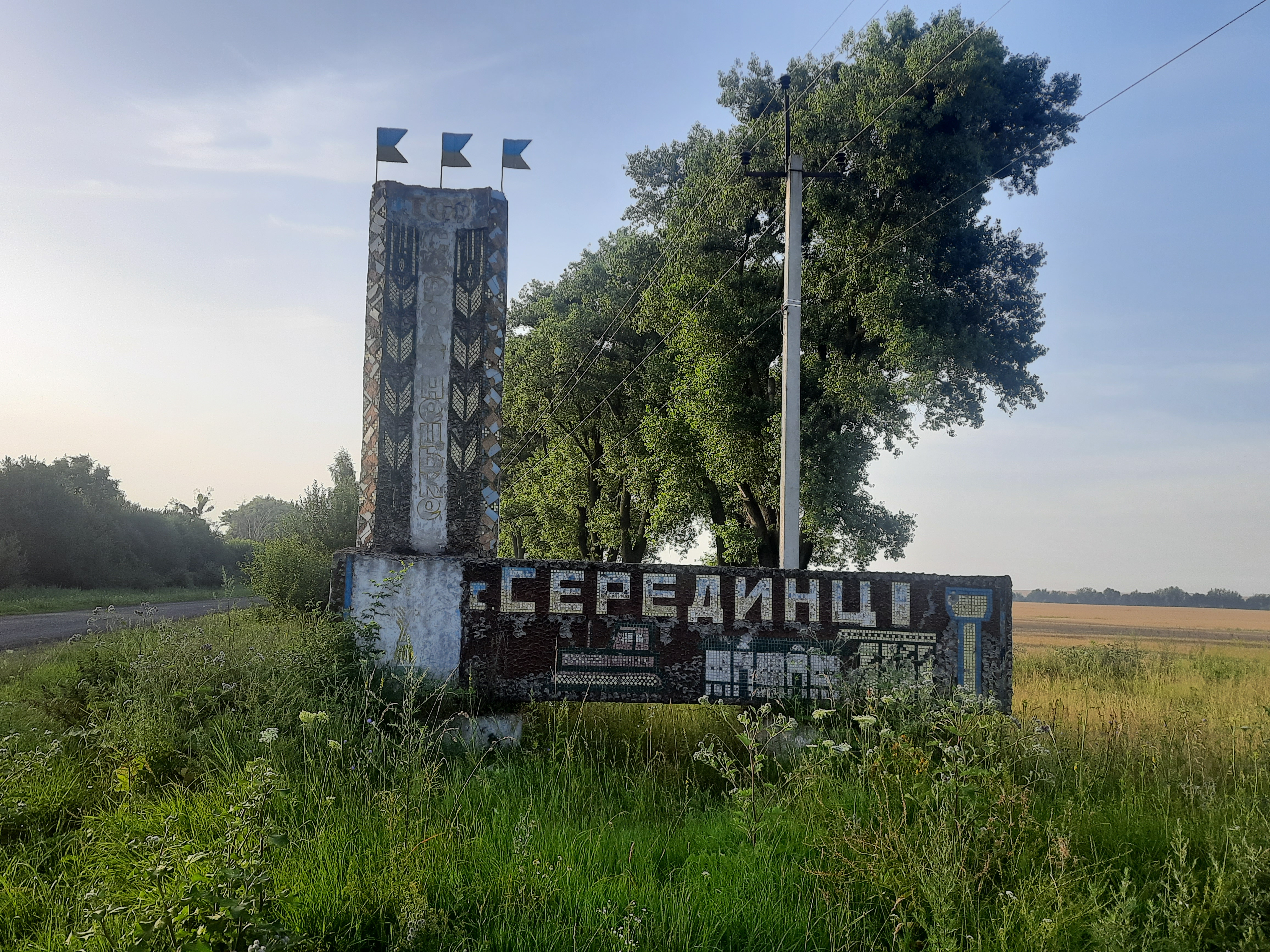
В'їзд у село
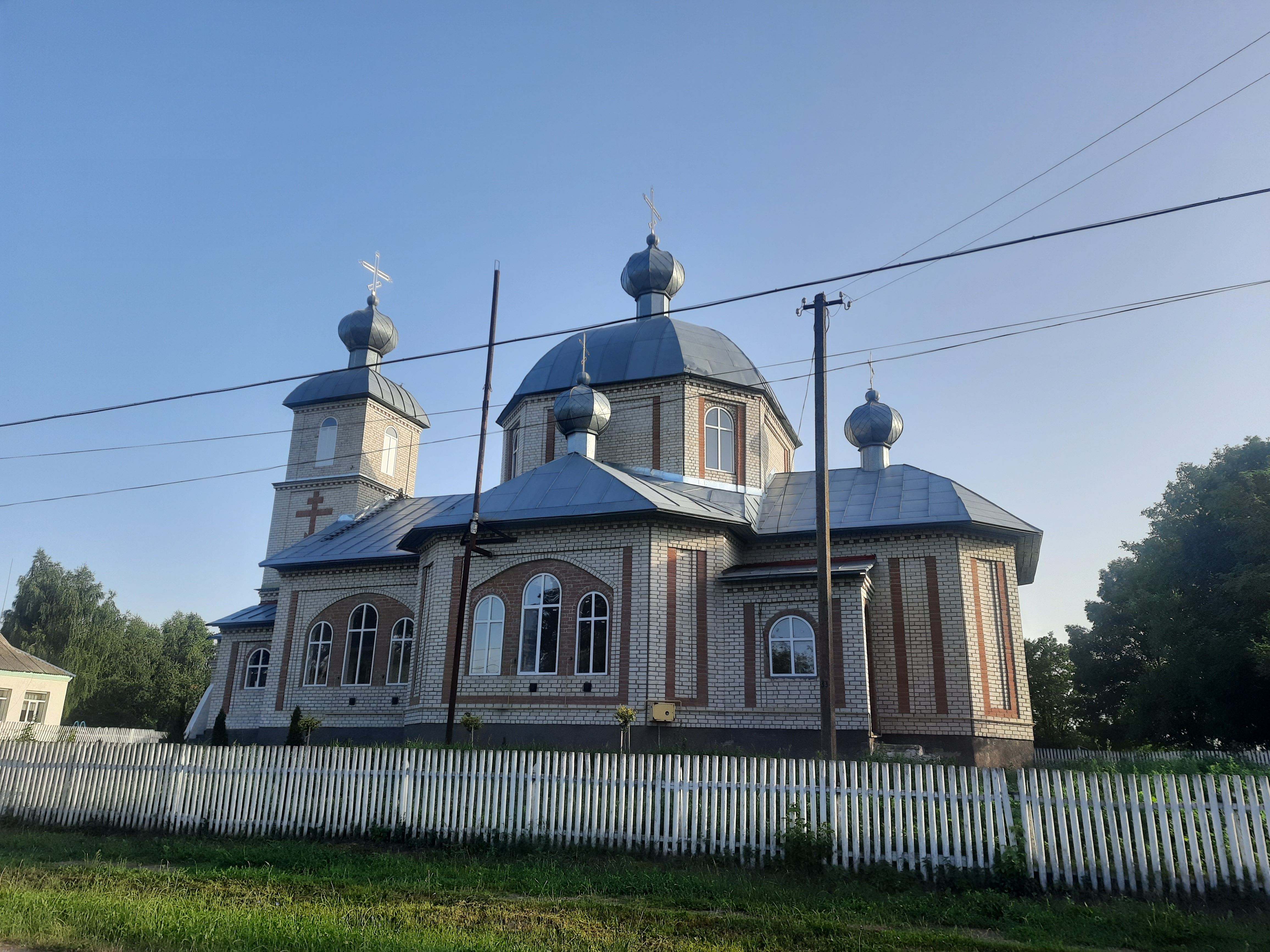
Покровська церква
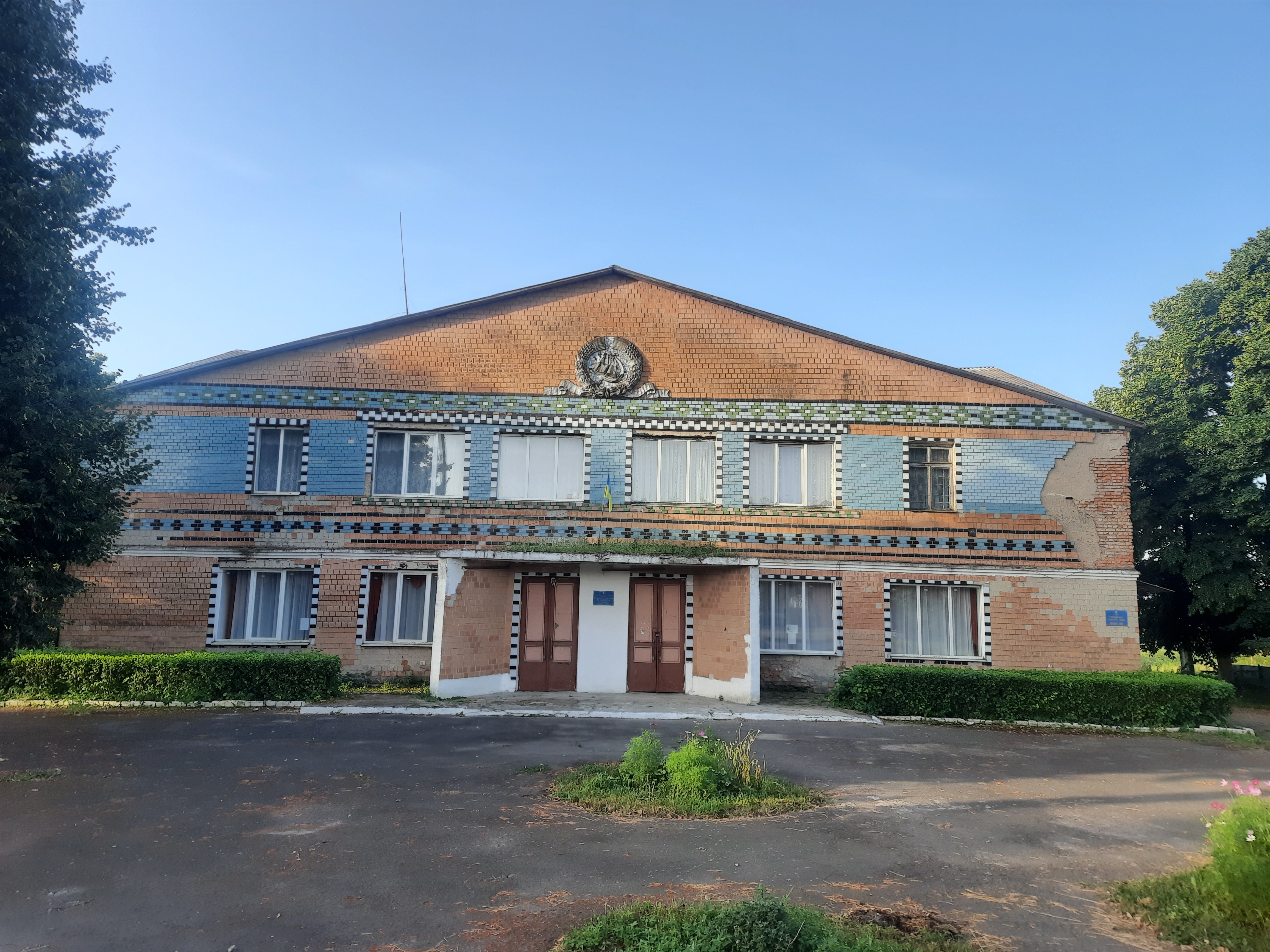
Будинок культури
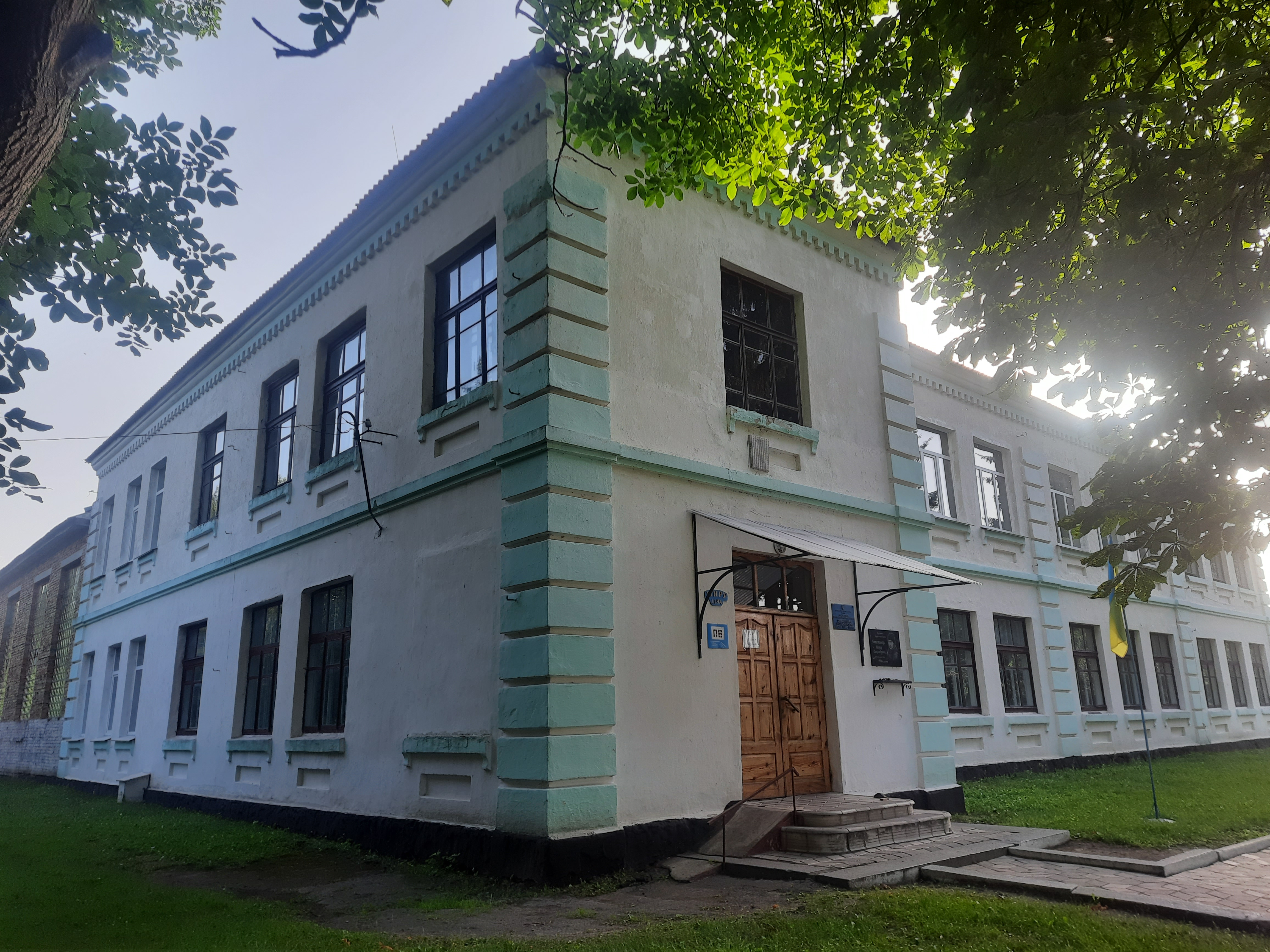
Школа
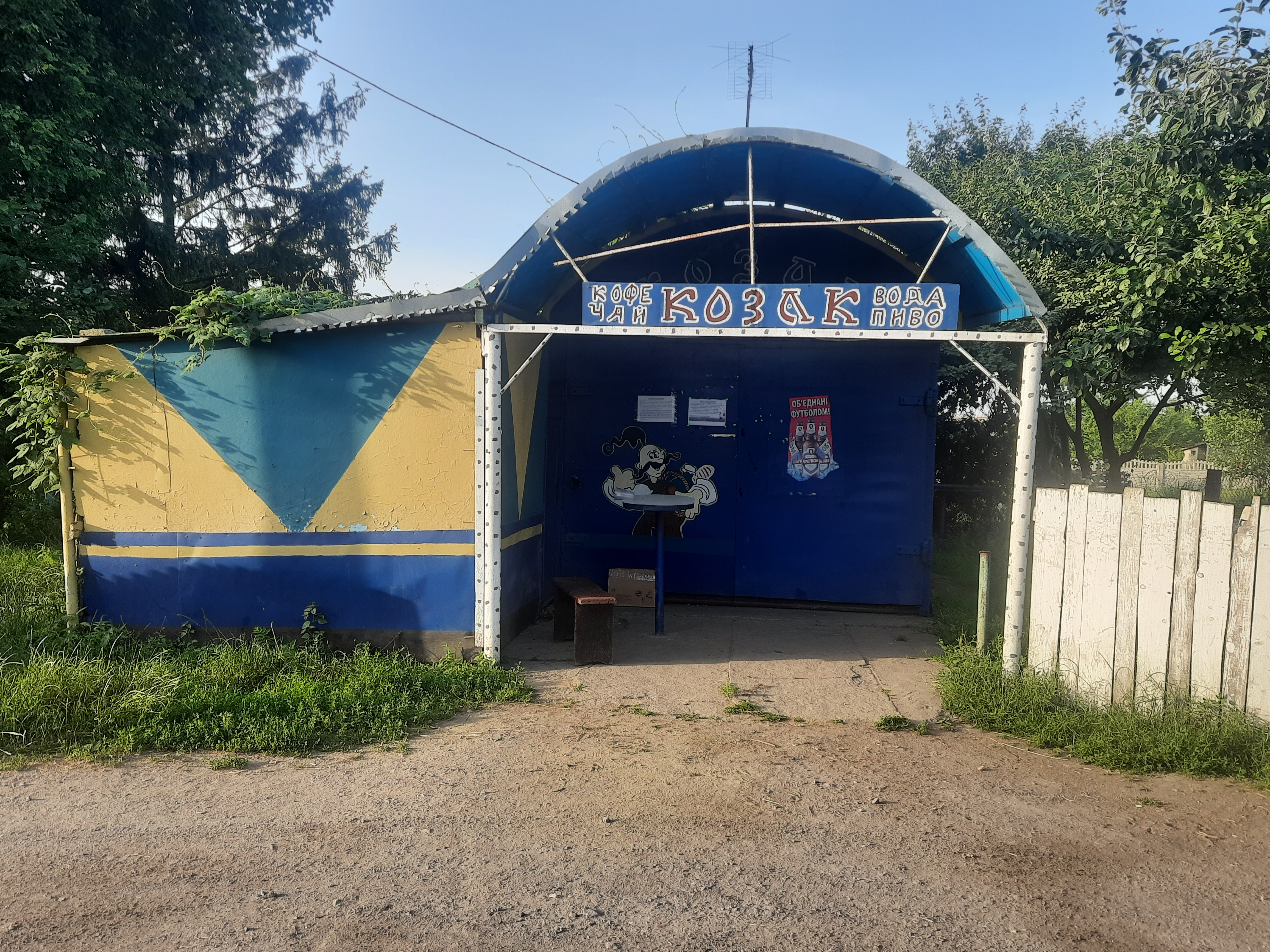
Крамничка
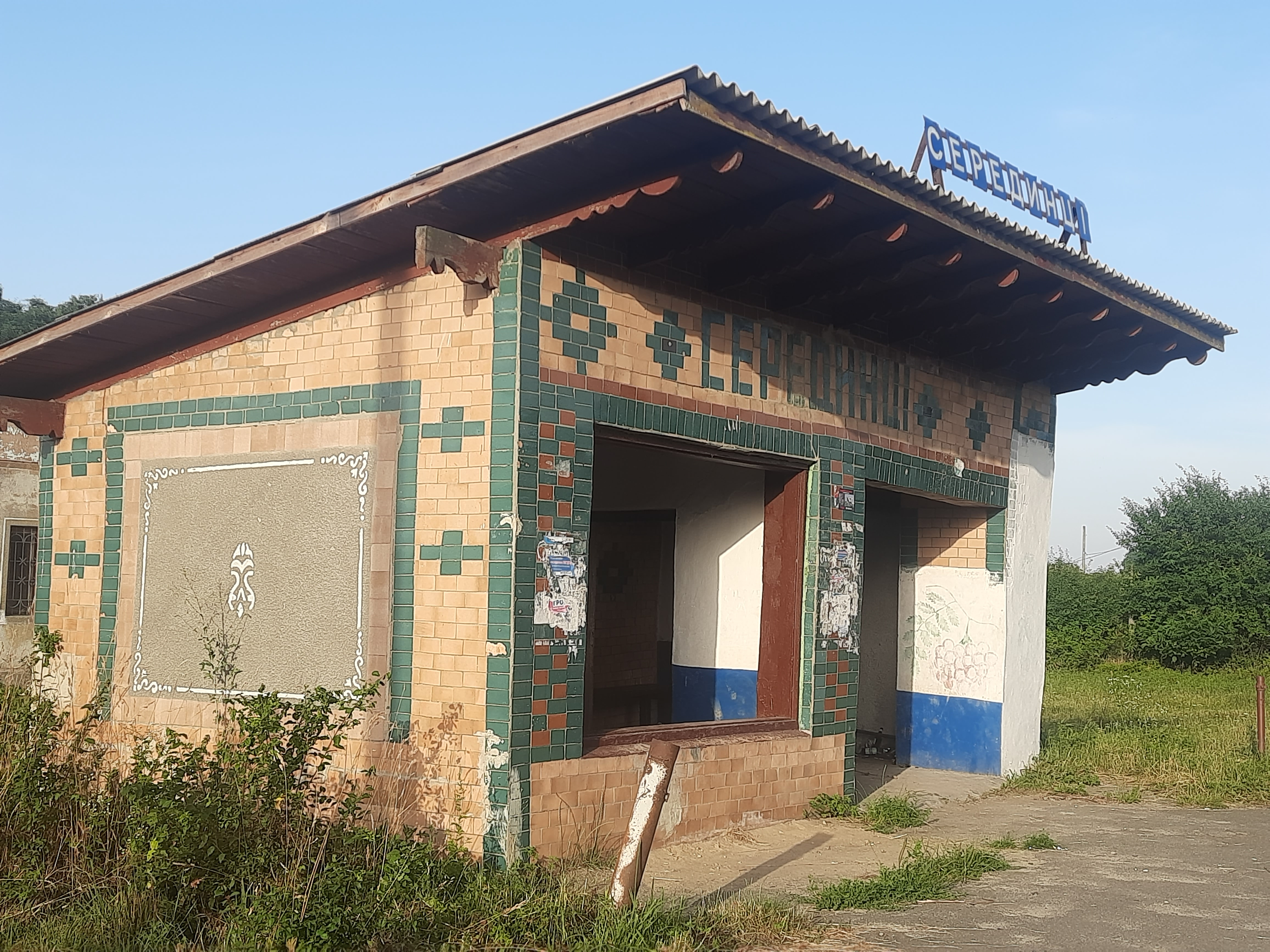
Автобусна зупинка